# Pereszteg
Pereszteg (em alemão: Perestagen) é um município da Hungria, situado no condado de Győr-Moson-Sopron. Tem 22,51 km² de área e sua população em 2015 foi estimada em 1.449 habitantes.